# یواس‌اس پونتیاک (ای‌اف-۲۰)
یواس‌اس پونتیاک (ای‌اف-۲۰) (به انگلیسی: USS Pontiac (AF-20)) یک کشتی بود که طول آن ۴۴۷ فوت ۱۰ اینچ (۱۳۶٫۵۰ متر) بود. این کشتی در سال ۱۹۳۷ ساخته شد.